# Antigua Azucarera del Tarajal
La antigua azucarera del Tarajal es un edificio industrial situado en Málaga, España. Se trata de una fábrica de azúcar construida en 1931por la familia Larios, en la vega del Guadalhorce, en el actual distrito de Campanillas.
En 1930, se constituyó la empresa que tenía por objeto la construcción de varias fábricas de azúcar que transformasen la producción de azúcar del valle del Guadalhorce. Solo se construyó la fábrica de Nuestra Señora de la Victoria, que transformaba tanto caña de azúcar como remolacha. La fábrica del Tarajal permaneció activa desde su construcción en 1931 hasta la guerra civil. Posteriormente se destinó a la fabricación de tapones de corcho hasta mediados de los años 70. Sus instalaciones se utilizaron luego como depósito hasta su abandono definitivo.
El edificio está considerado uno de los edificios de mayor relevancia arquitectónica del pasado industrial de la ciudad y uno de los mejores ejemplos de la arquitectura industrial andaluza. Fue construida en ladrillo visto y tiene planta en forma de H. Las fachadas están rematadas con frontones triangulares y los vanos son de medio punto, lo que le confiere un aspecto clasicista. El conjunto lo completan una chimenea y un depósito de agua de hormigón. La chimenea tiene 90 metros de altura y fue fabricada en Fráncfort del Meno.